# Olivier Berné
Olivier Berné est un astrophysicien français né à Brest, spécialiste d’astrochimie et de la formation des systèmes planétaires dans la nébuleuse d’Orion. Il est également un des fondateurs des collectifs de scientifiques Labos 1point5  et RogueESR. Il exerce à l’institut de recherche en astrophysique et planétologie, à Toulouse.

## Carrière

### Recherches
Olivier Berné est impliqué dans l’analyse des observations de la mission Spitzer à laquelle il consacre sa thèse de doctorat, publiée en 2008. En 2012, avec Alexander Tielens il met en évidence un mécanisme de formation des fullerènes dans le milieu interstellaire en combinant des observations provenant des télescopes spatiaux Spitzer et Herschel.
À partir de 2015, il se consacre à la préparation de la mission du télescope spatial James Webb. En 2017, il devient responsable d’une des treize équipes internationales sélectionnées pour effectuer les premières observations scientifiques avec le téléscope spatial James Webb dans le cadre des programmes Early Release Science. Ces observations sont réalisées en 2022 et fournissent de nouvelles images infrarouges de la nébuleuse d’Orion. L’analyse des observations obtenues via ce programme permet à Olivier Berné et son équipe de découvrir en 2023 la présence de méthylium, un ion central dans la chimie organique, dans le disque protoplanétaire d203-506,,,. En 2024, Olivier Berné contribue également à mettre en évidence le fait que la formation de planètes peut être supprimée par le rayonnement des étoiles massives.

### Défense de la science
Olivier Berné contribue au collectif de scientifiques Sciences en marche. Il est également l’un des organisateurs de la Marche pour les sciences  en France. Il contribue par la suite à fonder le collectif RogueESR, puis le collectif Labos 1point5. En 2025, il fait partie des scientifiques à l'origine du mouvement Stand Up for Science en France.

## Publications
- Destination Orion, Voyage à bord du télescope spatial James Webb, Éditions Dunod[18]